# ورقة الغار الفضية

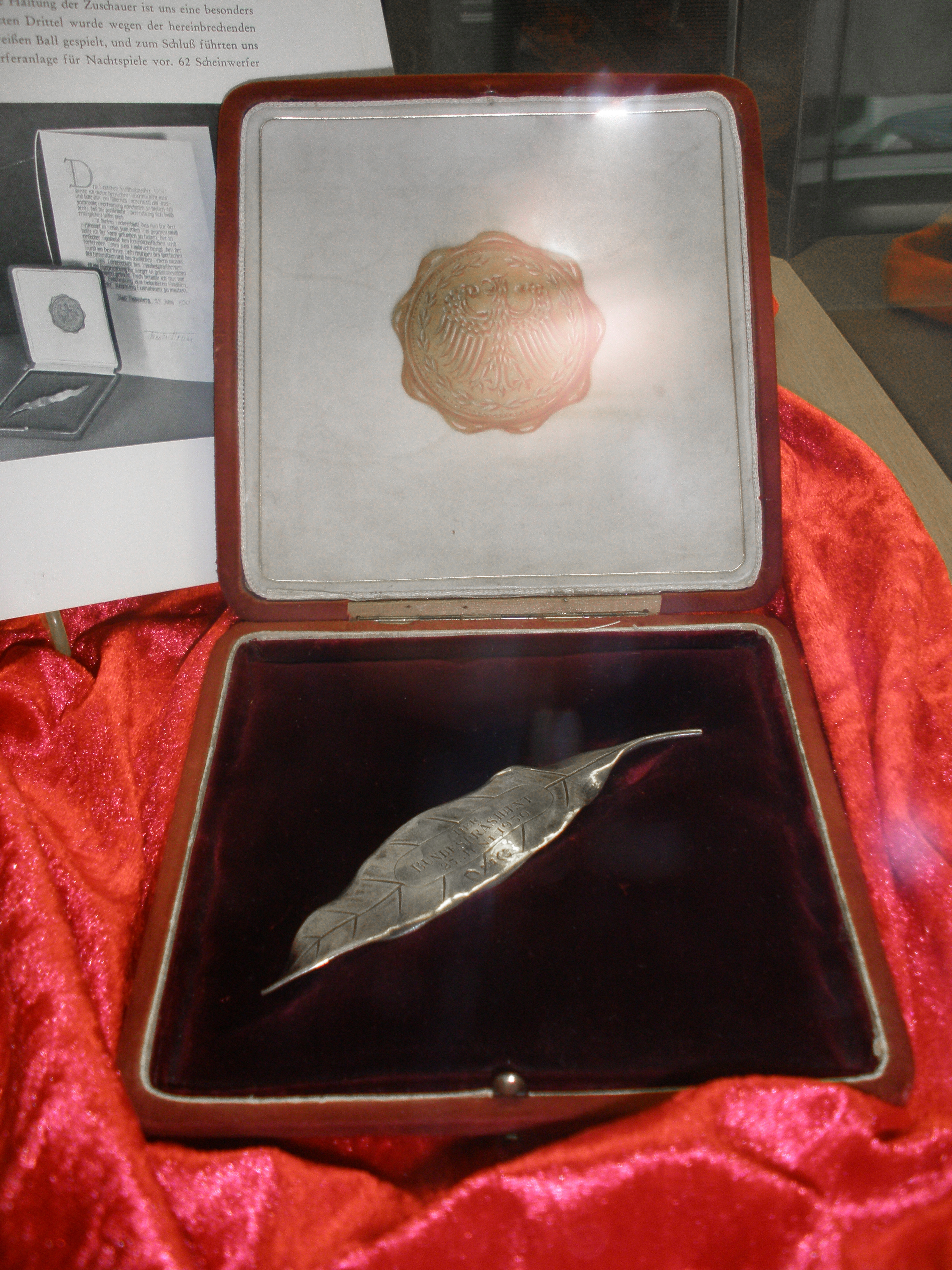
جائزة ورقة الغار الفضية

ورقة الغار الفضية (بالألمانية: Silbernes Lorbeerblatt) هي أعلى جائزة رياضية في ألمانيا. أطلقت الجائزة لأول مرة سنة 1950 بناء على طلب من الرئيس الألماني تيودور هويس، وهي تمنح للرياضيين أو الفرق الرياضية نظير إنجازاتهم الرياضية، وخاصة في المنافسات الدولية الهامة.
ترشح الأسماء إلى الرئيس الألماني من طرف الاتحاد الألماني للألعاب الرياضية الأولمبية، وتراجعها وزارة الداخلية الاتحادية الألمانية قبل أن يصادق عليها الرئيس.
الجائزة مصممة على شكل ورقة غار ومصنوعة من الفضة.

## أمثلة على حائزي الجائزة
من الرياضيين المشهورين الذين حصلوا على الجائزة كل من شتيفي غراف وبوريس بيكر ومايكل شوماخر؛ كما حصل عليها بعض الفرق مثل منتخب ألمانيا لكرة القدم وذلك لعدة مرات وكذلك نادي بايرن ميونخ وغيرهم.